# Just a Collection of Antiques and Curios
Just a Collection of Antiques and Curios è il terzo album degli Strawbs, pubblicato dalla A&M Records nell'ottobre del 1970. Si tratta del primo disco dal vivo del gruppo britannico, registrato l'11 luglio 1970 al The Queen Elizabeth Hall di Londra (Inghilterra).

## Tracce
Lato A
1. Martin Luther King's Dream – 2:53 (Dave Cousins)
2. The Antique Suite – 12:13 (Dave Cousins)
3. Temperament of Mind – 5:00 (Rick Wakeman)

Lato B
1. Fingertips – 6:13 (Dave Cousins)
2. Song of a Sad Little Girl – 4:18 (Dave Cousins)
3. Where Is This Dream of Your Youth? – 9:10 (Dave Cousins)

Edizione CD del 1998, pubblicato dalla A&M Records
1. Martin Luther King's Dream – 2:53 (Dave Cousins)
2. The Antique Suite – 12:12 (Dave Cousins)
3. Temperament of Mind – 4:50 (Rick Wakeman)
4. Fingertips – 6:14 (Dave Cousins)
5. Song of a Sad Little Girl – 5:28 (Dave Cousins)
6. Where Is This Dream of Your Youth? – 9:07 (Dave Cousins)
7. The Vision of the Lady of the Lake – 10:03 (Dave Cousins) – Bonus Track
8. We'll Meet Again Sometime – 4:17 (Dave Cousins) – Bonus Track
9. Forever – 3:32 (Tony Hooper) – Bonus Track[3]

- Brano 7 (live, inedito)
- Brano 8 (live) facciata B del singolo con il brano Witchwood
- Brano 9 (versione da studio) facciata A del singolo con il brano By Choice

## Musicisti
- Dave Cousins - voce, chitarra acustica, chitarra elettrica, dulcimer
- Tony Hooper - voce, chitarra acustica, tamburello
- Rick Wakeman - organo, pianoforte, clavicembalo, celeste
- John Ford - basso, voce
- Richard Hudson - congas, percussioni, sitar, voce